# La Tortugaön
Ej att förväxla med Tortuga i Haiti.

Lägeskarta, Dependencias Federales med La Tortugaön längst upp

La Tortugaön

La Tortugaön (spanska Isla La Tortuga vilket betyder "Sköldpaddsön") är en ö i Karibiska havet och tillhör Venezuela. Förvaltningsmässigt ingår ön i distriktet Dependencias Federales.

## Geografi
La Tortugaön ligger cirka 150 km nordöst om Caracas och ca 80 km väster om Isla Margarita. Den obebodda ön är av vulkaniskt ursprung och har en areal om ca 156,60 km² med en längd på ca 25 km och ca 12 km bred. Dess högsta höjd är ca 40 m ö.h.. Det är Venezuelas näst största ö efter Isla Margarita och den enda med sötvattentillgångar.
Runt ön ligger även en rad småöar och revområden där de största är:
- Cayo Herradura
- Cayos de Ño Martín
- Los Tortuguillos
- Los Palanquines
- Punta Ranchos
- Isla Vapor

## Historia
Ön upptäcktes 1499 av spanske Alonso de Ojeda. 1605 byggde holländare en salin på öns östra del till saltutvinning, 1631 fördrevs sedan holländarna från ön av delstaten Sucres guvernör Don Francisco Núñez Meleán. Under 1600-talet blev ön även en hemvist för pirater, främst för den ryktbare Henry Morgan.
Under tidiga 1800-talet under revolutionen mot det spanska väldet ledd av Simón Bolívar användes ön som skattgömma av rika familjer. 
1938 ställdes ön under förvaltning av Ministerio del Interior y de Justicia (Venezuelas inrikes- och justitiedepartement)  som delområde i Dependencias Federales.